# اسلپ‌استیک (رمان)
اسلپ‌استیک (به انگلیسی: Slapstick) یا تنهایی هرگز! (به انگلیسی: Lonesome no more!) رمانی علمی-تخیلی از کرت وانه‌گت، نویسنده آمریکایی است که در سال ۱۹۷۶ منتشر شد و مسئلهٔ تنهایی را از دید فردی و اجتماعی به تصویر کشیده‌است.
در این رمان نیز ونه‌گات همچون برخی رمان‌های دیگرش از عبارتی خودساخته در پایان بسیاری از پاراگراف‌های کتاب استفاده کرده‌است. هی هو (hi ho) کلمه‌ای است که ونه‌گات در پایان بندهای نوشتار آورده و راوی داستان آنرا سکسکه‌ای می‌داند که با پیر شدنش بیشتر شده‌است.
در ۱۹۸۲ فیلمی با عنوان اسلپ‌استیک از گونه‌ای دیگر با اقتباس از آن ساخته شد.

## پیش‌زمینه
این کتاب در سال ۱۹۷۶ منتشر شد و مراقبه‌ای عجیب و غریب از نزدیکی ونه‌گات با خواهرش آلیس است که در سال ۱۹۵۸ در سن ۴۱ سالگی به دلیل سرطان درگذشت. شوهر آلیس، دو روز پیش از مرگ آلیس در یک حادثه قطار درگذشت و کورت ونه‌گات سرپرستی سه پسر او را بر عهده گرفت. این کتاب کمی پس از مرگ عموی ونه‌گات با نام الکس ونه‌گات نوشته شد. د این کتاب، ونه‌گات و خواهرش آلیس به دو قلوهای نئاندرتالوئیدی تبدیل شده‌اند (با دو متر قد و قیافه‌های زشت) که با چسباندن سر خود به یکدیگر به نبوغی والا می‌رسند و با جدا شدن از یکدیگر فکر می‌کنند که به جوجه اردک زشت تبدیل شده‌اند.

## نام کتاب
ونه‌گات این کتاب را به استن لورل و الیور هاردی (با نام لورل و هاردی شناخته می‌شوند) تقدیم کرده‌است و عنوان رمان از اسلپ‌استیک (کمدی بزن و بکوب) برگرفته شده که دو نفره اجرا می‌شود و شامل صحنه‌های پرتحرک و شلوغ، زدوخوردهای مضحک، پرتاب کیک و تعقیب‌وگریزهای خنده‌آور است. ونه‌گات در اولین پاراگراف مقدمه کتاب، درباره عنوان آن چنین می‌گوید :
"این کتاب بیشتر از بقیه کتاب‌هایم به زندگینامهٔ خودنوشته نزدیک است. اسم آن‌را اسلپ‌استیک گذاشته‌ام چون گروتسک است، شعر موقعیت است - مثل فیلم‌های کمدی اسلپ‌استیکِ لورل و هاردی زمان‌های قدیم. این نوشته دربارهٔ احساسی‌ست که من از زندگی دارم."

## داستان
این کتاب به شکل خودزندگینامه دکتر ویلبر نسترن‌زرد-۲ سواین (Dr. Wilbur Daffodil-11 Swain) نوشته شده‌است که درباره زندگی‌اش در خرابه‌های ساختمان امپایر استیت در منهتن نیویورک به همراه نوهٔ شانزده‌سالهٔ حامله‌اش، ملودی مرغ‌انجیرخوار-۲ فون پترزوالد (Melody Oriole-2 von Peterswald) می‌گوید. پدر و مار ثروتمند ویلبر و خواهرش الیزا، آنها را در کودکی به خاطر ظاهر زشتشان در کاخی دورافتاده در میان باغ سیبی نگهداری می‌کردند. آنها زندگی منزوی و تنهایی داشتند و با چسباندن سرهای خود به همدیگر به نابفه‌هایی تبدیل می‌شدند که توانستند مسائلی را پیش‌بینی کنند که در آینده اتفاق می‌افتد. ویلبر و الیزا همچون دو نیمه یک مغز بودند؛ ویلبر نیمکره چپ مغز (منطقی، عقلانی و قابل به ارتباط با دیگران) و الیزا همچون نیمکره راست مغز (نوآور، احساسی اما ناتوان از برقراری ارتباط مؤثر با دیگران) بود.
یکی از طرح‌هایی که این دو در کودکی با چسباندن سرشان به هم، برای از بین بردن تنهایی افراد در آمریکا ریختتند خانوادهٔ گستردهٔ مصنوعی نام داشت که در آن، تمام افراد در آمریکا از نام‌های خانوادگی میانی که به‌طور تصادفی از گیاهان و مواد طبیعی گرفته شده و نیز یک عدد تصادفی بین یک تا بیست استفاده می‌کنند و بدین ترتیب هر آمریکایی می‌توانست ده‌هزار برادر و خواهر و صدونودهزار دایی‌زاده، عموزاده، عمه‌زاده و خاله‌زاده داشته‌باشد.
ویلبر،الیزا را از خود باهوش‌تر می‌دانست اما چون دیگران چون الیزا نمی‌توانست بخواند و بنویسد او را کم‌هوش می دانستند. الیزا را به یک موسسه روانی و ویلبر را به یک مدرسه خصوصی فرستادند و سرانجام به هاروارد رفت و دکتر شد.
پس از مدتی ویلبر سناتور شد و در انتخابات ریاست‌جمهوری آمریکا به کمک تبلیغ طرحی که او در بچگی با الیزا کشیده بود و با شعار تنهایی هرگز! (Lonesome no more!) به ریاست جمهوری رسید و طرح خود را اجرا کرد.
در پایان کتاب می‌بینیم که در وضعی آخرالزمانی، آمریکا به ده‌ها پادشاهی فئودال در حال نبرد بر سر قدرت تبدیل شده و جاذبه زمین به خاطر آزمایش‌های مرموز کشور چین دچار اختلال شده است.

## دین و اعتقادات
ونه‌گات معتقد است که دین‌های مرسوم قادر به درمان مشکل تنهایی بشر امروزی یا حل مشکلات مهم او نیستند. در این کتاب می‌بینیم که ویلبر با بکارگیری اختراع صحبت با مردگان می‌فهمد که زندگی پس از مرگ بسیار خسته‌کننده‌تر از زندگی فعلی است و او به آن لقب مزرعه بوقلمون می‌دهد که نشان‌دهنده نگاه هزل‌گونه ونه‌گات به دنیای پس از مرگ است. در آمریکای آخرالزمانی ونه‌گات در این کتاب، دینی با نام «کلیسای مسیح ربوده شده» (Church of Jesus Christ the Kidnapped) فراگیر شده که ونه‌گات رفتار پیروان آنرا مضحک می‌داند:
او سرش را جوری که آن موقع‌ها غیرعادی به حساب می‌آمد به این‌طرف و آن‌طرف می‌چرخاند، انگار امیدوار بود کسی را که دارد از پشت یک نخل زینتی یا یک صندلی راحتی، یا حتی مستقیماً از بالای سر از یک چلچراغ بلورین دیدش می‌زند، گیر بیندازد.
آن شب، آن مرد جوان را دیدم که به تنهایی در تالار غذاخوری، گرمِ خوردن بود. تعجب کردم که چطور می‌تواند در حال خوردن سرش را این‌طرف و آن‌طرف بچرخاند بدون اینکه ذره‌ای از دهانش بیفتد. او حتی زیر بشقاب و لیوان را به دنبال مسیح می‌گشت، نه یک‌بار، بلکه بارها و بارها.

## شخصیت‌ها
- ویلبر داکفلر سواین: بعدها نامش به ویلبر نسترن‌زرد-۲ سواین تغییر یافت. آخرین رییس‌جمهور ایالات متحده آمریکا. شخصیت اصلی کتاب و راوی داستان است.
- الیزا ملون سواین: خواهر دوقلوی ویلبر.
- ملودی مرغ‌انجیرخوار-۲ فون پترزوالد: نوه شانزده ساله ویلبر
- ایزادور تمشک-۱۹ کوهن: عاشق ملودی
- ورا چیپمانک-۵ زاپا: زنی برده‌دار که در مزرعه‌اش در منهتن نیویورک زندگی می‌کند
- دکتر استیوارت راولینگز مات: دکتری که در کودکی برای مراقبت از دوقلوها از طرف پدر و مادرشان انتخاب شده‌بود.
- استیوارت مرغ‌انجیرخوار-۲ مات: نوه دکتر مات، شاه میشیگان. ابتدا سربازی ساده‌زیست بود اما در پایان به شاهی فاسد تبدیل شد.
- ویلیام اورانیوم-۸ وین‌رایت: بنیان‌گذار کلیسای مسیحِ ربوده‌شده
- دکتر فلیکس بوکسیت-۱۳ فون پترزوالد: کاشف روش صحبت کردن با مردگان